# Bloch-Gruppe
Im mathematischen Teilgebiet der Algebra ist die Bloch-Gruppe ein Ansatz zur expliziten Beschreibung der 3. algebraischen K-Theorie von Körpern. Sie ist auch von Bedeutung bei der Untersuchung von Dilogarithmen, bei der Formalisierung des 3. Hilbertschen Problems und in der Topologie 3-dimensionaler hyperbolischer Mannigfaltigkeiten.

## Definition
Es sei {\displaystyle K} ein Körper und 
{\displaystyle \mathbb {Z} \left[K\setminus \left\{0,1\right\}\right]}
die von {\displaystyle K\setminus \left\{0,1\right\}} formal erzeugte freie abelsche Gruppe. Wir bezeichnen mit {\displaystyle \left[x\right]} das {\displaystyle x\in K\setminus \left\{0,1\right\}} entsprechende Element von {\displaystyle \mathbb {Z} \left[K\setminus \left\{0,1\right\}\right]}. 
Die Prä-Bloch-Gruppe {\displaystyle {\mathfrak {p}}(K)} ist als Quotient von {\displaystyle \mathbb {Z} \left[K\setminus \left\{0,1\right\}\right]} modulo der von allen "5-Term-Relationen" 
{\displaystyle \left[x\right]-\left[y\right]+\left[{\frac {y}{x}}\right]-\left[{\frac {1-x^{-1}}{1-y^{-1}}}\right]+\left[{\frac {1-x}{1-y}}\right],\quad x,y\in K\setminus \left\{0,1\right\}}
erzeugten Untergruppe definiert. 
Ein Homomorphismus
{\displaystyle \phi \colon \mathbb {Z} \left[K\setminus \left\{0,1\right\}\right]\to K^{*}\otimes _{\mathbb {Z} }K^{*}}
wird definiert durch 
{\displaystyle \phi \left(\sum _{i}\lambda _{i}z_{i}\right)=\sum _{i}\lambda _{i}z_{i}\otimes (1-z_{i})}
für {\displaystyle \lambda _{i}\in \mathbb {Z} ,z_{i}\in K\setminus \left\{0,1\right\}}. Man rechnet nach, dass {\displaystyle \phi } einen wohldefinierten Homomorphismus 
{\displaystyle D\colon {\mathfrak {p}}(K)\to (K^{*}\otimes K^{*})/\langle x\otimes y-y\otimes x\colon x,y\in K^{*}\rangle }
induziert. Dieser Homomorphismus wird wegen des Zusammenhangs zu Hilberts 3. Problem als Dehn-Invariante bezeichnet.
Die Bloch-Gruppe {\displaystyle \operatorname {B} (K)\subset {\mathfrak {p}}(K)} ist als Kern von {\displaystyle D} definiert.
Aus der Definition der Bloch-Gruppe und dem Satz von Matsumoto folgt, dass die Blochgruppe Teil einer exakten Sequenz
{\displaystyle 0\longrightarrow \operatorname {B} (K)\longrightarrow {\mathfrak {p}}(K){\stackrel {D}{\longrightarrow }}\wedge ^{2}K^{*}\longrightarrow \operatorname {K} _{2}(K)\longrightarrow 0}
ist. Diese Sequenz wird als Bloch-Suslin-Komplex bezeichnet und gelegentlich auch als Definition der Bloch-Gruppe verwendet.

## Geometrische Interpretation
Es sei {\displaystyle P^{1}K} die projektive Gerade über dem Körper {\displaystyle K} und 
{\displaystyle (C_{*}(P^{1}K),d_{*})}
der Kettenkomplex, dessen {\displaystyle i}-te Gruppe {\displaystyle C_{i}(P^{1}K)} die von den {\displaystyle (i+1)}-Tupeln 
{\displaystyle (x_{0},\ldots ,x_{i})}
paarweise verschiedener Punkte {\displaystyle x_{k}\in P^{1}K} formal erzeugte freie abelsche Gruppe und dessen Differential {\displaystyle d_{i}\colon C_{i}(P^{1}K)\to C_{i-1}(P^{1}K)} durch die Formel 
{\displaystyle d_{i}(x_{0},\ldots ,x_{i})=\sum _{k=0}^{i}(-1)^{k}(x_{0},\ldots ,x_{k-1},x_{k+1},\ldots ,x_{i})}
gegeben ist. Dann ist
{\displaystyle {\mathfrak {p}}(K)=H_{3}(C_{*}(P^{1}K)\otimes _{\mathbb {Z} G}\mathbb {Z} ,d\otimes id)}
für die Wirkung von {\displaystyle G:=PGL(2,K)} auf {\displaystyle P^{1}K}.
Insbesondere hat man einen kanonischen Homomorphismus 
{\displaystyle H_{3}(PGL(2,K)\to {\mathfrak {p}}(K)},
der von der durch 
{\displaystyle g\to g.\infty }
gegebenen Abbildung
{\displaystyle PGL(2,K)\to P^{1}(K)}
induziert wird. (Die Wahl von {\displaystyle \infty \in P^{1}K} als Basispunkt ist willkürlich, Wahl eines anderen Basispunktes würde ebenfalls einen Homomorphismus induzieren.) Das Bild dieses Homomorphismus liegt sogar in {\displaystyle B(K)}.
Unter dem Isomorphismus 
{\displaystyle H_{3}(C_{*}(P^{1}K)\otimes _{\mathbb {Z} G}\mathbb {Z} ,d\otimes id)\to {\mathfrak {p}}(K)} entspricht ein 4-Tupel von Elementen aus {\displaystyle P^{1}K} seinem Doppelverhältnis. Entsprechend bildet also der Homomorphismus 
{\displaystyle H_{3}(PGL(2,K)\to {\mathfrak {p}}(K)}
ein 4-Tupel {\displaystyle (g_{0},g_{1},g_{2},g_{3})} auf das Doppelverhältnis der 4 Punkte {\displaystyle g_{0}\infty ,g_{1}\infty ,g_{2}\infty ,g_{3}\infty } ab.

## Bloch-Wigner-Folge
Für algebraisch abgeschlossene Körper {\displaystyle K}gibt es eine exakte Sequenz
{\displaystyle 0\longrightarrow \mu _{K}\longrightarrow H_{3}(SL(2,K))\longrightarrow {\mathfrak {p}}(K)\longrightarrow \wedge ^{2}(K^{*}/\mu _{K})\longrightarrow H_{2}(SL(2,K))\longrightarrow 0},
wobei {\displaystyle \mu _{K}} die Einheitswurzeln in {\displaystyle K} bezeichnet.
Eine unmittelbare Konsequenz ist die exakte Sequenz
{\displaystyle 0\longrightarrow \mu _{K}\longrightarrow H_{3}(SL(2,K))\longrightarrow B(K)\longrightarrow 0}.
Für {\displaystyle K=\mathbb {C} } erhält man die exakte Sequenz
{\displaystyle 0\longrightarrow \mathbb {Q} /\mathbb {Z} \longrightarrow H_{3}(SL(2,\mathbb {C} ))\longrightarrow B(\mathbb {C} )\longrightarrow 0}.
Um den {\displaystyle \mathbb {Q} /\mathbb {Z} }-Summanden zu integrieren, definierte W. Neumann für {\displaystyle K=\mathbb {C} } die erweiterte Bloch-Gruppe {\displaystyle {\widehat {B}}(\mathbb {C} )}. Diese ist isomorph zu {\displaystyle H_{3}(SL(2,\mathbb {C} ))}.

## Bloch-Gruppe und Bloch-Wigner-Dilogarithmus
Der für {\displaystyle z\in \mathbb {C} \setminus \left\{0,1\right\}} definierte Bloch-Wigner-Dilogarithmus
{\displaystyle \operatorname {D} _{2}(z)=\operatorname {Im} (\operatorname {Li} _{2}(z))+\arg(1-z)\log |z|}
erfüllt die Funktionalgleichung
{\displaystyle \operatorname {D} _{2}(x)+\operatorname {D} _{2}(y)+\operatorname {D} _{2}\left({\frac {1-x}{1-xy}}\right)+\operatorname {D} _{2}(1-xy)+\operatorname {D} _{2}\left({\frac {1-y}{1-xy}}\right)=0}
und definiert deshalb eine wohldefinierte Abbildung
{\displaystyle \operatorname {D} _{2}(z)\colon {\mathcal {B}}(\mathbb {C} )\to \mathbb {C} }.
Der Bloch-Wigner-Dilogarithmus ist die einzige messbare Abbildung {\displaystyle F\colon \mathbb {C} \setminus \left\{0,1\right\}\to \mathbb {R} }, die die Funktionalgleichung 
{\displaystyle F(x)-F(y)+F\left({\frac {y}{x}}\right)-F\left({\frac {1-x^{-1}}{1-y^{-1}}}\right)+F\left({\frac {1-x}{1-y}}\right)}
für alle {\displaystyle x,y\in \mathbb {C} \setminus \left\{0,1\right\}} 
erfüllt. Man kann die Definition der Bloch-Gruppe also auch interpretieren als die minimale Gruppe, auf der der Bloch-Wigner-Dilogarithmus wohldefiniert ist. Verallgemeinerungen dieses Ansatzes für höhere Polylogarithmen führen zu Definitionen höherer Bloch-Gruppen.

## Algebraische Eigenschaften
Wenn {\displaystyle K} unendlich ist, dann hängt das Element 
{\displaystyle [z]+[1-z]\in \operatorname {B} (K)}
nicht von {\displaystyle z\in K\setminus \left\{0,1\right\}} ab. Es wird mit {\displaystyle c_{K}} bezeichnet und erfüllt die Relation {\displaystyle 6c_{K}=0\in \operatorname {B} (K)}.
Wenn {\displaystyle K} algebraisch abgeschlossen ist, dann ist {\displaystyle \operatorname {B} (K)} eine teilbare Gruppe. Weiterhin gelten dann für {\displaystyle z\in K\setminus \left\{0,1\right\}} die Relationen
{\displaystyle \left[z\right]+\left[1-z\right]=0}
{\displaystyle \left[z\right]+\left[{\frac {1}{z}}\right]=0}
und man kann Symbole {\displaystyle \left[0\right]=\left[1\right]=\left[\infty \right]=0} einführen, mit denen alle 5-Term-Relationen Gültigkeit behalten.
Insbesondere gilt {\displaystyle c_{K}=0} für algebraisch abgeschlossene, unendliche Körper. Aus den obigen Relationen folgt
dann {\displaystyle \left[z\right]=\left[1-{\frac {1}{z}}\right]=\left[{\frac {1}{1-z}}\right]} für alle z.

## Anwendungen

### Bloch-Gruppe und Homologie der linearen Gruppe
Anwendung des durch die Wirkung von {\displaystyle GL(2,K)} auf der projektiven Geraden {\displaystyle P^{1}K} definierten kanonischen Homomorphismus {\displaystyle C_{*}(GL(2,K))\to C_{*}(P^{1}K)} (siehe die geometrische Interpretation oben) liefert einen Isomorphismus
{\displaystyle H_{3}(GL(2,K))/H_{3}(GM(2,K))\cong B(K)},
wobei {\displaystyle GM(2,K)\subset GL(2,K)} die die Gruppe der monomialen Matrizen bezeichnet.
Für größere {\displaystyle n} erhält man einen Isomorphismus
{\displaystyle H_{3}(GL(n,K))/H_{3}(GM(n,K))\cong B(K)/2c_{K}}
für das oben definierte Element {\displaystyle c_{K}:=\left[x\right]+\left[1-x\right]\in B(K)} der Ordnung maximal 6.
Eine explizite Realisierung von {\displaystyle H_{3}(SL(2,\mathbb {C} ))} liefert die von Neumann definierte erweiterte Bloch-Gruppe {\displaystyle {\widehat {\operatorname {B} }}(\mathbb {C} )}.

### Bloch-Gruppe und K-Theorie
Dieselbe Abbildung induziert einen Isomorphismus
{\displaystyle \operatorname {coker} (\pi _{3}(\operatorname {BGM} (K)^{+})\rightarrow \operatorname {K} _{3}(K))\cong \operatorname {B} (K)/2c_{K}}
wobei {\displaystyle BGM(K)^{+}} die Anwendung der Plus-Konstruktion auf den klassifizierenden Raum {\displaystyle BGM(K)} bezeichnet.
Bezeichne {\displaystyle K_{3}^{M}} die Milnorsche K-Theorie, dann hat man nach Suslin eine exakte Sequenz
{\displaystyle 0\rightarrow \operatorname {Tor} (K^{*},K^{*})^{\sim }\rightarrow \operatorname {K} _{3}(K)_{ind}\rightarrow \operatorname {B} (K)\rightarrow 0}
mit K3(K)ind = coker(K3M(K) → K3(K)) und Tor(K*, K*)~ die eindeutige nichttriviale Erweiterung von Tor(K*, K*) mit Z/2, oder äquivalent
{\displaystyle 0\rightarrow {\widetilde {\mu _{K}}}\rightarrow \operatorname {K} _{3}(K)_{ind}\rightarrow \operatorname {B} (K)\rightarrow 0},
wobei {\displaystyle \mu _{K}} die Gruppe der Einheitswurzeln von K und {\displaystyle {\widetilde {\mu _{K}}}} die nichttriviale Erweiterung von {\displaystyle \mu _{K}} mit {\displaystyle \mathbb {Z} /2\mathbb {Z} } (bzw. in Charakteristik 2: {\displaystyle {\widetilde {\mu _{K}}}=\mu _{K}}) bezeichnet.

### Bloch-Gruppe und hyperbolische Geometrie
Für {\displaystyle K=\mathbb {C} } ist {\displaystyle C_{3}(P^{1}\mathbb {C} )} die von den nicht-ausgearteten idealen hyperbolischen Simplizes frei erzeugte abelsche Gruppe. Das einem Simplex unter dem Isomorphismus
{\displaystyle H_{3}(C_{*}(P^{1}\mathbb {C} )\otimes _{\mathbb {Z} G}\mathbb {Z} )\cong {\mathfrak {p}}(\mathbb {C} )}
entsprechende Element {\displaystyle z} ist das Doppelverhältnis der 4 Ecken, der Bloch-Wigner-Dilogarithmus {\displaystyle D_{2}(z)} gibt das Volumen des idealen Simplexes.
Man kann dies verwenden zur Definition einer Invariante hyperbolischer 3-Mannigfaltigkeiten. Sei {\displaystyle M} eine hyperbolische 3-Mannigfaltigkeit mit einer idealen Triangulierung und seien {\displaystyle z_{1},\ldots ,z_{r}} die Doppelverhältnisse der Simplizes, dann ist 
{\displaystyle \left[z_{1}\right]+\ldots +\left[z_{r}\right]}
ein Element von {\displaystyle B(\mathbb {C} )} (die Dehn-Invariante ist Null) und definiert eine Invariante der Mannigfaltigkeit, aus der man unter anderem durch Anwendung des Bloch-Wigner-Dilogarithmus das hyperbolische Volumen der Mannigfaltigkeit berechnen kann.

### Bloch-Gruppe und sekundäre charakteristische Klassen
Mittels der Bloch-Gruppe und des Rogers-Dilogarithmus kann man explizite Formeln für die sekundären charakteristische Klassen {\displaystyle {\hat {p}}_{1}} und {\displaystyle {\hat {c}}_{2}} angeben, wobei man für den Realteil von {\displaystyle {\hat {c}}_{2}} den erweiterten Rogers-Dilogarithmus und die erweiterte Bloch-Gruppe benötigt.